# Scopula minoa
Scopula minoa är en fjärilsart som beskrevs av Louis Beethoven Prout 1916. Scopula minoa ingår i släktet Scopula och familjen mätare. Inga underarter finns listade.